# 彭坤
彭坤（1974年2月3日—），河北迁安人，毕业于唐山师范学院初等教育学院，后在中国传媒大学进修，现任中国中央电视台新闻主播和节目主持人。

## 生平
彭坤早年毕业于唐山师范学院初等教育学院，毕业后从事教师职业，后来在迁安电视台、秦皇岛电视台工作，在中国传媒大学进修后，成为中国中央电视台新闻主播和节目主持人。

## 作品
- 《新闻30分》
- 《晚间新闻》
- 《午夜新闻》
- 《新闻早8:00》
- 《军情连连看》
- 《国际时讯》
- 《新闻直播间》
- 《新闻20分》

## 评价
中国中央电视台男播音员罗京称她是：“字字矶珠，颗粒饱满”。